# Otto August Wester
Otto August Wester, född 21 maj 1852 i Karlskoga socken, Örebro län, död 14 september 1911 i Luleå, var en svensk präst. 
Wester blev student vid Uppsala universitet 1872. Han prästvigdes 1878 och blev kapellpredikant i Sandarne i Uppsala ärkestift 1883. Wester blev kyrkoherde i Luleå stadsförsamling 1887, från 1903 med titeln domprost. Han blev kontraktsprost 1899 och teologie doktor 1907. Wester publicerade predikningar och föredrag samt uppsatser i tidningar.